# Ченаја
Ченаја је насеље у Италији у округу Пиза, региону Тоскана.
Према процени из 2011. у насељу је живело 2086 становника. Насеље се налази на надморској висини од 21 м.